# Stade Laurent Pokou
Das Stade Laurent Pokou ist ein Fußballstadion mit Leichtathletikanlage in der ivorischen Stadt San-Pédro, Distrikt Bas-Sassandra, im Südwesten des Landes. Es ist nach dem ivorischen Fußballspieler Laurent Pokou (1947–2016) benannt. Er war mit insgesamt 14 Toren zweimal Torschützenkönig beim Afrika-Cup (1968 und 1970).

## Geschichte
2014 wurde der Elfenbeinküste die Austragung des Afrika-Cup 2021, der im Januar 2022 ausgetragen wurde, zugesprochen. Nach einem Wechsel der vorherigen Ausrichter trägt das Land nun den Afrika-Cup 2024 aus. Nachdem dem Baubeginn des Stade National de la Côte d’Ivoire Ende 2016, wurden 2017 fünf weitere Ausschreibungen für die Renovierung bzw. den Bau von neuen Stadien begonnen. Unter den drei Neubauten war auch ein Stadion in San-Pédro an der Atlantikküste. Die Errichtung wurde im September 2018 begonnen. Geplant war eine Bauzeit von zwei Jahren. Die Fertigstellung zögerte sich bis in das Jahr 2023, u. a. aufgrund der COVID-19-Pandemie sowie der Verlegung des Afrika-Cups von 2022 auf 2024, heraus. Das Bauprojekt entstand durch eine Zusammenarbeit der Elfenbeinküste mit der Volksrepublik China. Die China Civil Engineering Construction Corporation errichtete die Spielstätte zusammen mit dem lokalen Unternehmen Omni Travaux. In der Spitze waren fast 1000 Arbeiter auf der Baustelle beschäftigt. Der Bau kostete insgesamt 41,716 Mrd. XOF (rund 63,6 Mio. Euro).
Die Eröffnung durch den Sportminister Claude Paulin Danho konnte am 8. September 2023 gefeiert werden. Des Weiteren waren der chinesische Botschafter, Vertreter der Bauunternehmen, die Familie von Laurent Pokou und das Organisationskomitee des Afrika-Cup 2024 sowie hochrangige Beamte anwesend. Einen Tag später standen sich die Elfenbeinküste und Lesotho (1:0) in der Qualifikation zum Afrika-Cup 2024 gegenüber. Es war das erste Länderspiel der ivorischen Fußballnationalmannschaft in San-Pédro. Den ersten Treffer im Neubau erzielte Ibrahim Sangaré.
Das Stadion wurde acht km vom Stadtzentrum gebaut und bietet auf seinen beiden doppelstöckigen Längstribünen 20.000 Sitzplätze, die überdacht sind. Die Kurven sind, bis auf die beiden Videoanzeigetafeln, frei. Um das Naturrasenspielfeld führt die Leichtathletikanlage. Im Westen liegt die Haupttribüne mit den V.I.P.-Logen und den weiteren wichtigen Einrichtungen im Stadion. Außerhalb der Spielstätte stehen die vier Flutlichtmasten und beleuchten den Innenraum. Die Kunststoffsitze sind in den Landesfarben Orange, Weiß und Grün wie die Flagge der Elfenbeinküste angeordnet.

## Spiele des Afrika-Cup 2024 in San-Pédro
In San-Pédro wurden fünf Partien der Gruppe F, ein Spiel der Gruppe E sowie zwei Achtelfinale ausgetragen.
- 17. Jan. 2024, 18:00 Uhr MEZ, Gruppe F:  Marokko –  Tansania 3:0
- 17. Jan. 2024, 21:00 Uhr MEZ, Gruppe F:  Demokratische Republik Kongo –  Sambia 1:1
- 21. Jan. 2024, 15:00 Uhr MEZ, Gruppe F:  Marokko –  Demokratische Republik Kongo 1:1
- 21. Jan. 2024, 18:00 Uhr MEZ, Gruppe F:  Sambia –  Tansania 1:1
- 24. Jan. 2024, 18:00 Uhr MEZ, Gruppe E:  Namibia –  Mali 0:0
- 24. Jan. 2024, 21:00 Uhr MEZ, Gruppe F:  Sambia –  Marokko 0:1
- 28. Jan. 2024, 21:00 Uhr MEZ, Achtelfinale:  Ägypten –  Demokratische Republik Kongo 1:1 n. V. (1:1, 1:1), 7:8 i. E.
- 30. Jan. 2024, 21:00 Uhr MEZ, Achtelfinale:  Marokko –  Südafrika 0:2